# Championnat du monde de roller in line hockey FIRS 1998
L'édition 1998 du championnat du monde de roller in line hockey fut la 4e édition organisée par la Fédération internationale de roller sport, et s'est déroulé à Winnipeg (Canada) au Max Bell Arena.

## Équipes engagées
| - Argentine - Autriche - Australie | - Brésil - Canada - États-Unis | - France - Royaume-Uni - République tchèque | - Mexique - Espagne - Suisse. |

## Bilan
| 1 | États-Unis         | Médaille d'or      |
| 2 | Autriche           | Médaille d'argent  |
| 3 | République tchèque | Médaille de bronze |